# Матис, Алекс
Алекс Матис (фр. Alex Mathys; 1916 — ?) — швейцарский футболист, играл на позиции нападающего.

## Биография
Большую часть карьеры Матис играл за «Базель», за который суммарно во всех турнирах сыграл 60 матчей и забил 26 голов.
31 августа 1941 года в матче Национальной лиги А против «Ювентуса» из Цюриха оформил септа-трик (7 голов в матче) — «Базель» выиграл со счётом 10:1. В исторических справочниках нет указания или доказательств, является ли этот результат рекордным для игроков «Базеля» по количеству голов за один матч.
Завершил карьеру в «Конкордии» из Базеля.